# Hahnia helveola
Hahnia helveola es una especie de araña araneomorfa del género Hahnia, familia Hahniidae. Fue descrita científicamente por Simon en 1875.
Habita en Europa, Turquía.